# Армин Лашет
Армин Лашет, је немачки политичар. Тренутно служи као Министар Председник Северне Рајне-Вестафилије и као вођа Хришћанско-демократске уније Немачке.